# 宮下充正
宮下 充正（みやした みつまさ、1936年〈昭和11年〉9月2日 - 2025年〈令和7年〉1月3日）は、日本のスポーツ科学者。東京大学名誉教授。位階勲等は正四位瑞宝中綬章。

## 人物・来歴
長野県生まれ。東京大学教育学部を経て、1967年（昭和42年）東京大学大学院教育学研究科博士課程修了、「水泳のKinesiology」で教育学博士。名古屋大学教養部助教授、1974年（昭和49年）東京大学教育学部助教授、教授、1997年（平成9年）定年退官、名誉教授。その後、東洋英和女学院大学人間科学部教授、放送大学教授、日本体育学会理事、日本水泳連盟理事長などを歴任した。
2008年（平成10年）に第11回秩父宮記念スポーツ医・科学賞功労賞を受賞した。2017年（平成29年）春の叙勲では、瑞宝中綬章を受章した。
2025年（令和7年）1月3日、死去した。88歳没。死没日付で正四位に叙された。

## 著書
- 『水泳の科学 キネシオロジーと指導への応用』杏林書院体育の科学社, 1970
- 『トレーニングの科学 パワー・アップの理論と方法』 (ブルーバックス)講談社, 1980.12
- 『子どものからだ 科学的な体力づくり』 (UP選書）東京大学出版会, 1980.8
- 『中年からのスポーツ からだづくりから減量法まで』 (日経ヘルスブックス)日本経済新聞社, 1982.2
- 『体育とはなにか 改めて問う 体育の本質と内容』 (PH選書)大修館書店, 1984.7
- 『スポーツスキルの科学 巧みさを究明する』 (PH選書)大修館書店, 1985.12
- 『トレーニングを科学する』 (NHK市民大学) 日本放送出版協会, 1988.7
- 『身近なトレーニング学 楽しみながらからだを鍛える』 (ブルーバックス)講談社, 1989.4
- 『山歩きのサイエンス 中高年の健康と医学Q&A』東京新聞出版局, 1989.5
- 『あるく ウォーキングのすすめ』暮しの手帖社, 1992.8
- 『トレーニングの科学的基礎』ブックハウス・エイチディ, 1993.7
- 『運動するから健康である』 (UP選書）東京大学出版会, 1995.4
- 『勝利する条件 スポーツ科学入門』 (岩波科学ライブラリー）岩波書店, 1995.9
- 『旅に出て、釣る』ブックハウス・エイチディ, 1997.3
- 『ウォーキング・レッスン からだも心も若返る』講談社, 2000.10
- 『40歳からの運動のすすめ 身体福祉論』ベースボール・マガジン社, 2000.11
- 『子どものスポーツと才能教育』大修館書店, 2002.12
- 『中高年のためのフィットネス・サイエンス』大月書店, 2004.12
- 『年齢に応じた運動のすすめ わかりやすい身体運動の科学』杏林書院, 2004.4
- 『ウォーキングブック 科学に基づいたウォーキング指導と実践』ブックハウス・エイチディ, 2006.9
- 『子どもに「体力」をとりもどそう まずはからだづくりだ!』杏林書院, 2007.7
- 『競技志向と健康志向のスポーツ科学』杏林書院, 2009.2
- 『子どものときの運動が一生の身体(からだ)をつくる』明和出版, 2010.3
- 『運動の指導-6つの"なぜ"に迫る すべての運動指導者のために』杏林書院, 2013.11
- 『日本を歩く ウォーキング-こころとからだの健康を求めて』冨山房インターナショナル, 2013.4
- 『健康寿命を延ばす運動の科学 筋肉をきたえて健やかに生きる』明和出版, 2014.6
- 『トレーニングは酸素不足との戦いである 2020東京オリンピック・パラリンピックへむけた最新のトレーニング理論』編集工房ソシエタス, 2016.12
- 『運動をすすめて五十年 身体運動科学の発展』明和出版, 2016.9
- 『脳の働きをまもるウォーキングのすすめ』杏林書院, 2019.1
- 『老いてからのフィッシング 続「旅に出て、釣る」』ブックハウス・エイチディ, 2020.4

### 共編著・監修
- 『競泳のコーチング』 (現代スポーツコーチ全集) 波多野勲,林裕三共編著. 大修館書店, 1973
- 『老化の恐怖 老化対策は早いほどいい』植田理彦,岩崎輝雄共著. 西東社, 1977.10
- 『講座現代のスポーツ科学 7　スポーツとスキル』編 大修館書店, 1978.3
- 『誤解されている「…健康法」 正しい管理と合理的鍛練』編著. 日本書籍, 1979.2
- 『二十一世紀の体育・スポーツ』高石昌弘共編. 杏林書院, 1982.10
- 『水泳療法の理論と実際』武藤芳照共編集. 金原出版, 1983.10
- 『運動生理学概論 新訂』石井喜八共編著. 大修館書店, 1983.3
- 『一般人・スポーツ選手のための体力診断システム』編著. ソニー企業, 1986.11
- 『高齢者とスポーツ』武藤芳照共編. 東京大学出版会, 1986.12
- 『子どものスポーツ医学』小林寛伊,武藤芳照共編. 南江堂, 1987.9
- 『筋肉はエンジンである イラストでみるスポーツ科学』勝井三雄共編. 大修館書店, 1988.7
- 『フィットネスQ&A 指導者のための基礎知識』白山正人,武藤芳照,平野裕一共編. 南江堂, 1989.7
- 『運動療法ガイド 正しい運動処方を求めて』武藤芳照共編著. 日本医事新報社, 1990.8
- 『スポーツ栄養学のすべて 驚くほどパワーアップする』山田昌彦共著. チクマ秀版社(秀版社文庫), 1993.3
- 『スポーツ・インテリジェンス 科学・産業・行政を結ぶ』編. 大修館書店, 1996.6
- 『からだの「仕組み」のサイエンス 運動生理学の最前線』 (体育の科学選書)加賀谷淳子共編著. 杏林書院, 1997.1
- 『体力を考える その定義・測定と応用』編著. 杏林書院, 1997.6
- 『スポーツの本 みんなでやってみよう』監修. 児童憲章愛の会, 1997.9
- 『才能教育論 スポーツ科学からみて』平野裕一共編著. 放送大学教育振興会, 2002.3
- 『身体福祉論 自活できる能力の保持』臼井永男共編著. 放送大学教育振興会, 2003.3
- 『女性アスリート・コーチングブック』監修, 山田ゆかり編. 大月書店, 2004.9
- 『保健体育 健康志向と競技志向の運動 新訂』臼井永男共編著. 放送大学教育振興会, 2005.3
- 『才能教育論 身体活動能力の開発 新訂』大築立志共編著. 放送大学教育振興会, 2006.3
- 『驚異のノルディックウォーキング 医療からスポーツの現場まで驚きの効果をあげる』松谷之義,中谷敏昭,川内基裕共著, 監修. ぎょうせい, 2010.9
- 『Medical Walking : ウォーキング指導者必携』監修, 矢野英雄,渡會公治,川内基裕編集. 南江堂, 2013.10
- 『世界を歩こう 草の根の国際交流』川内基裕,堀野正勝共著. 杏林書院, 2016.5
- 『子どもをじょうぶに育てる 歩育のすすめ』谷内迪子,平下政美共著. 杏林書院, 2016.8
- 『疲労と身体運動 スポーツでの勝利も健康の改善も疲労を乗り越えて得られる』編著. 杏林書院, 2018.2

### 翻訳
- ジャック・ポラード編『オーストラリア水泳』江橋慎四郎共訳. ベースボール・マガジン社, 1964
- ダイニー・ヴァン・ダイク『赤ちゃん水泳 溺れない技術の訓練』江橋慎四郎,林夕美子共訳. ベースボール・マガジン社, 1976
- L.E.モアハウス『運動生理学実験法』石井喜八共監訳. 杏林書院, 1979.12
- ダッフィールド編『水治療法』武藤芳照・石原俊樹共訳. 杏林書院, 1984.12
- タマラ・メイアー『図解赤ちゃん体操とマッサージプログラム 親と子のスキンシップ』林夕美子共訳. 築地書館, 1986.7
- C.L.ウェルス『女性のスポーツ生理学』監訳. 大修館書店, 1989.7
- ジュリー・トーマス,ジャック・ネルソン『最新体育・スポーツ科学研究法』片岡暁夫共監訳. 大修館書店, 1999.2
- エレン・J・スタウロウスキー編著『女性・スポーツ大事典 子どもから大人まで課題解決に役立つ』日本語版監修, 井上則子,山田ゆかり監訳. 西村書店東京出版編集部, 2019.5

## 論文
- ＜宮下充正